# MBSミュージックマガジン
MBSミュージックマガジン（エムビーエスミュージックマガジン）は、1977年10月3日 から1982年4月2日までの間のナイターオフ期間（毎年度の10月から3月まで）の平日20時台（21時台）に毎日放送（MBSラジオ）で放送されていたラジオ番組。

## 概要
ナイターシーズン中にこの時間で放送されているのは毎日放送ダイナミックナイター（現・MBSベースボールパーク）だが、これが放送されていない毎年度の10月から3月までのナイターオフ期間に、1977年度から1981年度まで5期連続で放送されていた。1年目の1977年度のタイトルは『ミュージックマガジン1180』 で、2年目の1978年度からMBSミュージックマガジンとして放送した。
パーソナリティ陣は年度を重ねるごとに有名アーティストを起用するようになっていった。当時としてもトップのアーティストを揃えたパーソナリティ陣について、毎日放送の社史では「東京キー局でも決してプロデュースできない番組」とされている。その中で、中島みゆきは金曜日に1978年度から1981年度まで4期連続で金曜パーソナリティを務めていた。なお、中島出演の本番組を聴いた当時のオールナイトニッポンプロデューサーの亀淵昭信がスカウトして1979年4月からスタートさせたのが『中島みゆきのオールナイトニッポン』である。そして、1981年度は各パーソナリティとも2か月限定の出演であり、2か月ごとに総入れ替えとなる体制だった。

## 放送時間
- 月曜日 - 金曜日 20:00 - 21:30 （1977年度）
- 月曜日 - 金曜日 20:00 - 21:00 （1978年度 - 1981年度）

## パーソナリティ
（カッコ内は当時の各新聞ラジオ欄に掲載されていた各日の番組テーマ）

### 1977年度（1977年10月 - 1978年3月）
- 月曜：奥山景三、大上留利子『フレッシュサウンド』
- 火曜：山本雄二、佐藤良子『ニューミュージックスペシャル』
- 水曜：ばんばひろふみ、庄野真代『ヤング懐メロポップ』
- 木曜：小山乃里子、伊東正治『花のリクエスト決定版』
- 金曜：大塚善章、岡垣寿子『ミュージック・エバーグリーン』

### 1978年度（1978年10月 - 1979年3月）
- 月曜：マーキー『フラッシュサウンド』
- 火曜：松井三知子『ニューミュージックスペシャル』
- 水曜：笑福亭笑光（現・嘉門タツオ）[注釈 2]、杏里[注釈 3]『オールリクエストタイム』
- 木曜：斎藤努『ヤング懐メロポップ』
- 金曜：中島みゆき『今晩は中島みゆきです』

### 1979年度（1979年10月 - 1980年3月）
- 月曜：住出勝則（シグナル）、山田元子『ニューヒットパーティー』
  - スタジオにギターを持ち込み、ゲストと一緒に生で歌うコーナーあり[4]。
- 火曜：近田春夫『ニューミュージックスペシャル』
  - 近田の関西レギュラー番組はこれが初めて[4]。ニューミュージックの歴史を紹介するコーナーなど[4]。
- 水曜：安部俊幸（チューリップ）『オールリクエスト』
- 木曜：桂文珍『懐かしのヒット特集』
  - 各アーティストの、人間性を掘り下げるなどの特集コーナーなど[4]。
- 金曜：中島みゆき『みゆきスペシャル』

### 1980年度（1980年10月 - 1981年3月）
- 月曜：桑名正博
  - 桑名自身が世界中で見聞きした、または演奏・レコーディングを通じて得た最新の話題や音楽情報を送っていた[5]。
  - コーナー：『ミュージックパーティー』 - ディレクターが独自で選んだ5曲を聴いて桑名が解説。このコーナーでは、桑名が得意ではないアイドル歌手の曲も流れることがあった[6]。
  - 桑名の仲間のバンド、ティアドロップス（東山光良ら）が番組に遊びに来ることもしばしばあった[6]。
- 火曜：安部俊幸、吉田和代
  - コーナー：『博多弁講座』 - 安部が博多弁で、吉田が関西弁でクロストーク。リスナーから関西弁で書かれたはがきを博多弁に直して読んだり、関西弁の単語を博多弁に訳すなどしていた[6]。
  - 『安部俊幸のワンマンコーナー』 - 時間の許す限りリスナーからのはがきを多く読み、これについての感想や意見などについて安部が応える[6]。
  - 曲はリスナーからのリクエストはがきで構成、「いい曲」「素敵な曲」を重点的に選曲していた[5]。その中でかかる曲はニューミュージックやビートルズの曲が中心[6]。
- 水曜：武田鉄矢、滝ともはる、野村みき子
  - 番組のテーマは「音楽道中膝栗毛」[5]。
  - 当時武田は『3年B組金八先生』に主演していた最中（この当時放送されていたのは第2シリーズ）ということもあって、放送二回に一回の割合で自分の“教え子”たち（田原俊彦、近藤真彦、野村義男、三原順子、沖田浩之、ひかる一平ら）を本番組に電話出演させてトークを展開していた[6]。
  - コーナー：『滝ともはるのミュージックアベニュー』- 番組の中盤あたりで放送されていた滝メインのコーナー。有名アーティストだけでなく、無名のまま一線を退いた歌手のサウンドを残されたテープなどで紹介したこともあった[6]。
- 木曜：大久保一久、久保田早紀
  - コーナー：『クボやんの春よ来い』 - リスナーの水着写真や、きわどい感じの雑誌グラビアなどを募集、これらを集めて眺めながらその感想を語る[6]。
  - この他、「日本の若者を代表して一つのテーマについてじっくり語る」ことをコンセプトにして[5] の、社会問題など難しいテーマを取り上げて論じるコーナーなど[6]。
- 金曜：中島みゆき
  - 番組サブタイトルは『夜風の中で』[7]
  - コーナー：『みゆき通信員』 - リスナーが自分の住んでいる所やその周囲、近所の風景や季節の移り変わりをはがきで知らせる。その中で特に変わっていると思ったものには、直接電話をかけて具体的に話を聞いたこともあった[6]。
  - かかる曲はニューミュージックが中心だが、懐かしいポップスを交えて送ることも多かった[6]。

### 1981年度（1981年10月 - 1982年3月）
1981年10月〜1981年12月4日
- 月曜：さだまさし[8]
  - 主な企画に『中国の音楽と日本のフォークソングを比較する』コーナーなど[9]。
- 火曜：チャゲ&飛鳥[8]
  - 主な企画に『自分たちのライブシーンをラジオで再現』するものなど[9]。
- 水曜：桑田佳祐、原由子[8]
  - 主なコーナーに『ギター教室コーナー』など[9]。
- 木曜：横浜銀蝿、横山みゆき[8]
  - 『ロックを歴史的に追求する』コーナーを中心に、当時世界共通の傾向と言われていた、若者が音楽に怒りをぶつけるという現象について語るなどのコンセプトでスタート[9]。
- 金曜：松任谷由実、松本和子[8]
  - 主に『作詞教室』と『ゲストコーナー』の2コーナーを2本柱として進行[9]。

1981年12月7日〜1982年2月5日
- 月曜：南こうせつ
  - 彼にとって大阪での生レギュラーは初めて[10]。
  - コーナー：『方言集合』 - 大分弁と関西弁を交えたトークを展開したり、リスナーから送られて来た方言の詞にその場で作曲して曲を作っていた[10]。
  - コーナー：『こうせつと大声を出そう！』 - 学校の先生や彼氏・彼女などに聞いてもらいたい、自分の言いたいことを番組で代弁してくれる[10]。
- 火曜：もんたよしのり
  - 主なコーナーに、ニューミュージック、ポップスから世界の民謡まで一曲ずつ採り上げて解説するコーナー[10] など。
- 水曜：坂崎幸之助（THE ALFEE）『坂崎幸之助と60分』
  - コーナー：『おもしろナンバー』 - 坂崎自身が選曲した面白いコミカルな感じの曲、変わった曲をオンエア[10]。
  - その他、はがきで送られて来たコントなど面白いネタを紹介するコーナー[10] など。
- 木曜：安部俊幸、高岡美智子
  - 安部は前年1980年度に続き出演。「アドベンチャー&ニューミュージック」というスタイルを基本構成とし、宇宙、ジャングル、深海などといった秘境を毎回番組中で採り上げてクローズアップ[10]。
- 金曜：イルカ『イルカと60分』
  - 主に前半は、イルカ自身がコンサートツアー先でのエピソードを回想して強く印象に残ったことを、ニューミュージックからアイドルポップスまで色々な音楽をBGMにしながら物語風に語るコーナー。後半は主に普通のお便りのコーナー[10]。

1982年2月8日〜1982年4月2日
- 月曜：武田鉄矢『武田鉄矢スペシャル』 （前年1980年度に続き出演）
- 火曜：沢田研二『火曜はジュリーのパラダイス』
- 水曜：五十嵐浩晃『五十嵐浩晃と共に』
- 木曜：坂本龍一
- 金曜：中島みゆき『今晩は みゆきです』 （前年1980年度に続き出演）